# Olešnice (okres České Budějovice)
Obec Olešnice se nachází v okrese České Budějovice v Jihočeském kraji. Žije zde 892 obyvatel.

## Geografie
Olešnice leží v krajinné památkové zóně Novohradsko. Na území obce je evropsky významná lokalita Stropnice.

## Historie
První písemná zmínka o vsi pochází z roku 1186, kdy zdejší obyvatelé (Olesnichani) svědčili při převodu majetku. Místní pivovar ukončil činnost (do roku 2023) v roce 1786.

## Obecní správa

### Části obce
Obec Olešnice se skládá ze tří částí na třech katastrálních územích:
- Olešnice (k. ú. Olešnice u Trhových Svinů)
- Buková (k. ú. Buková u Nových Hradů)
- Lhotka (k. ú. Lhotka u Třebče)

V letech 1868–1908 k obci patřily i Bukvice a od 1. ledna 1976 do 23. listopadu 1990 také Těšínov.

### Starostové
- do roku 2002 Ing. Ludmila Lechnerová
- 2002–2010 Ing. Petr Švepeš
- 2010–2014 Ing. Stanislav Jindra
- od 2014 Mgr. Rudolf Mareš

## Pamětihodnosti
- Zámek Olešnice, patrová čtyřkřídlá budova obklopující nádvoří. Někdejší gotická tvrz (z tohoto období se dochoval kamenný portál) byla ve druhé polovině 16. století upravena v renesanční zámeček. Severní křídlo zámku, v němž byl pivovar, bylo přebudováno na kostel svatého Václava.[7] Od roku 1727 až do roku 2001 bylo majitelem zámku město České Budějovice (objekt sloužil mj. jako škola, archiv či šicí dílna). Dnes je zámek ve vlastnictví obce Olešnice.
- Kostel sv. Václava, vznikl v letech 1786 až 1787 adaptací někdejšího pivovaru v severním křídle zámecké budovy; věž byla přistavěna koncem 19. století.
- Boží muka zvaná „Kostelíček“ v lese jižně od obce. Na tomto místě stávala poutní kaple, která zanikla po Josefínských reformách koncem 18. století. Na místě byla v roce 1904 vystavěna kamenná boží muka a jednou ročně je zde sloužena mše.
- Pomník Obětem 1. světové války.[8]
- Pomník Obětem nacismu.[9]

## Hospodářství
V roce 2023 zde zaháíjil činnost minipivovar (značka „Bejval“).

## Galerie

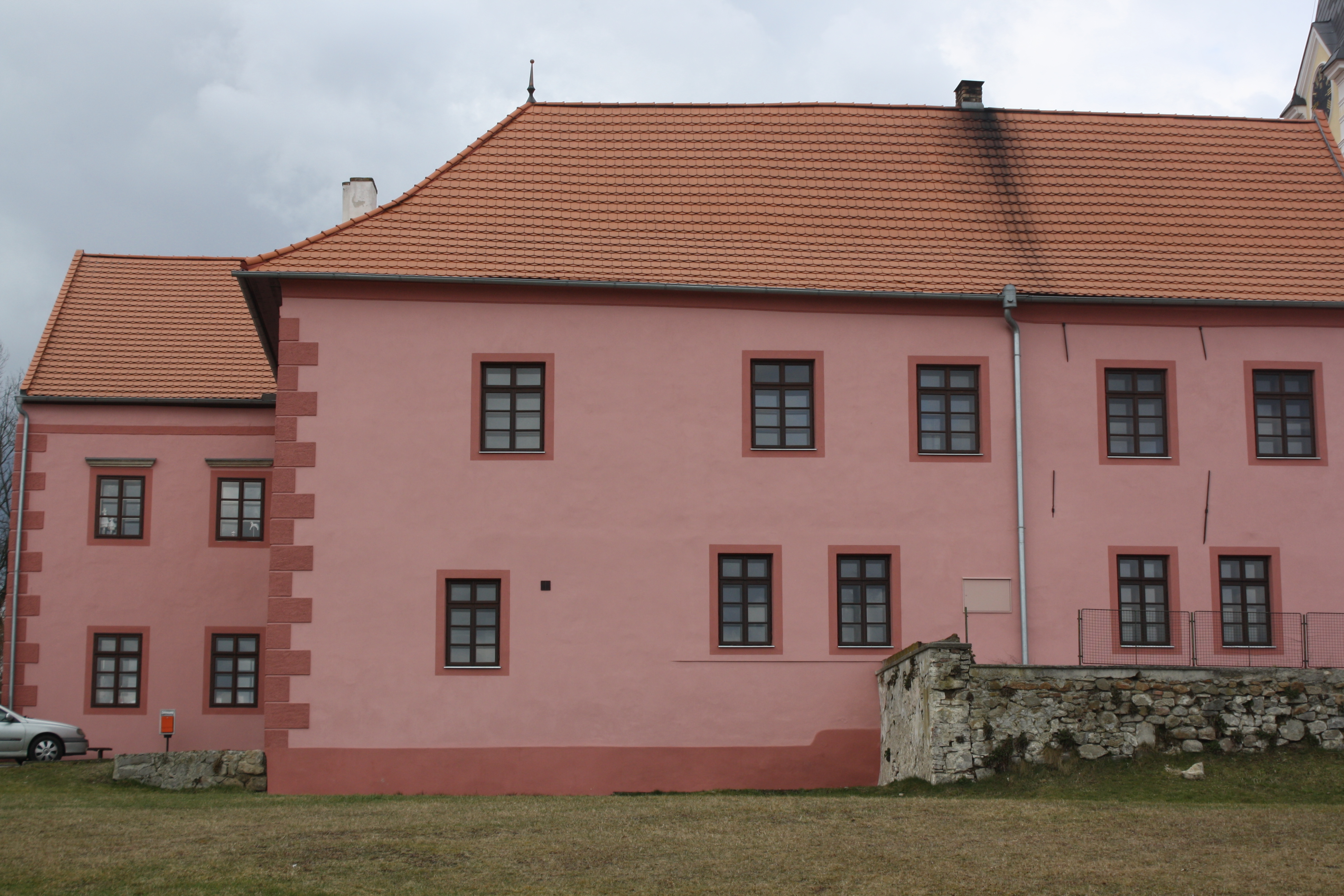
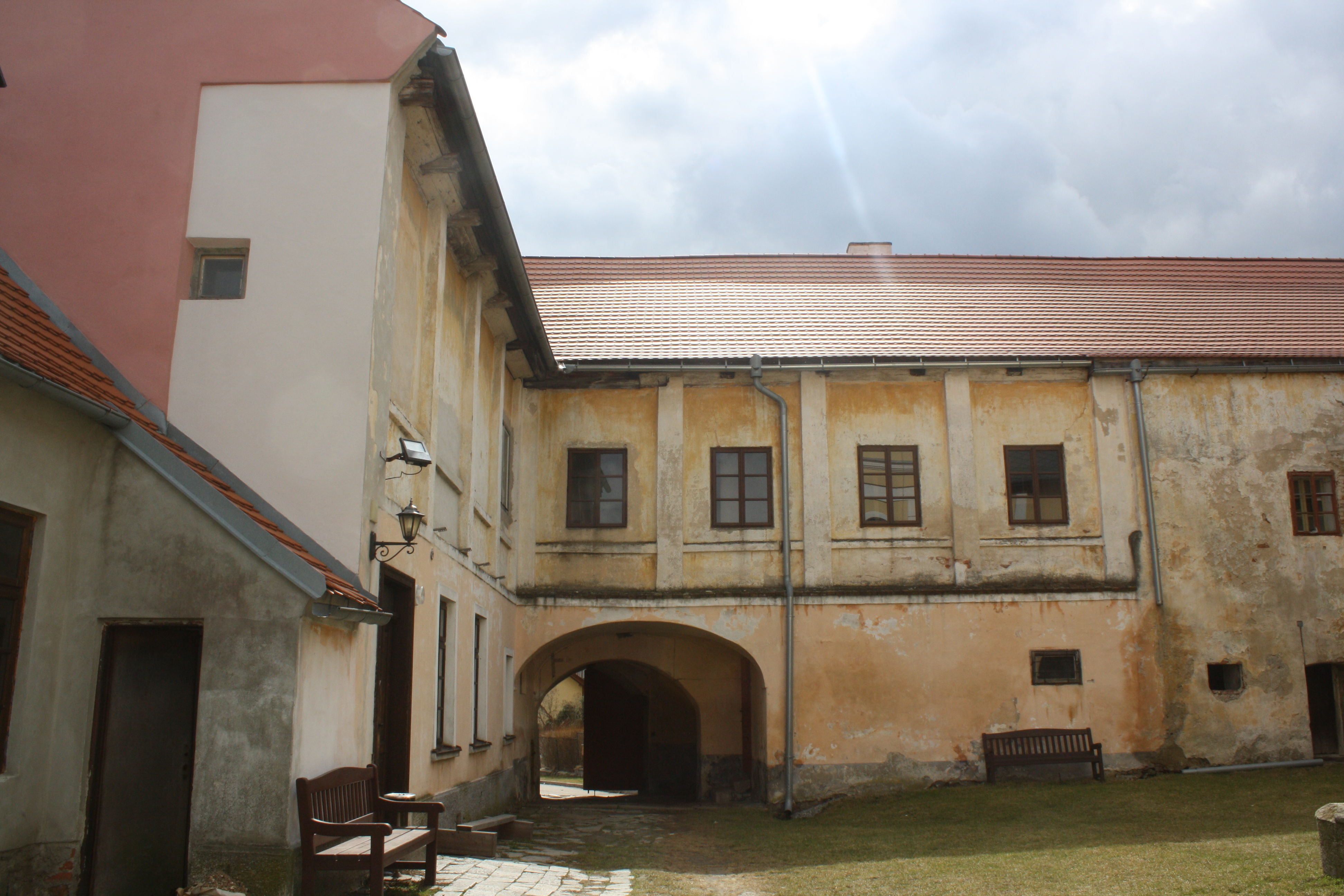
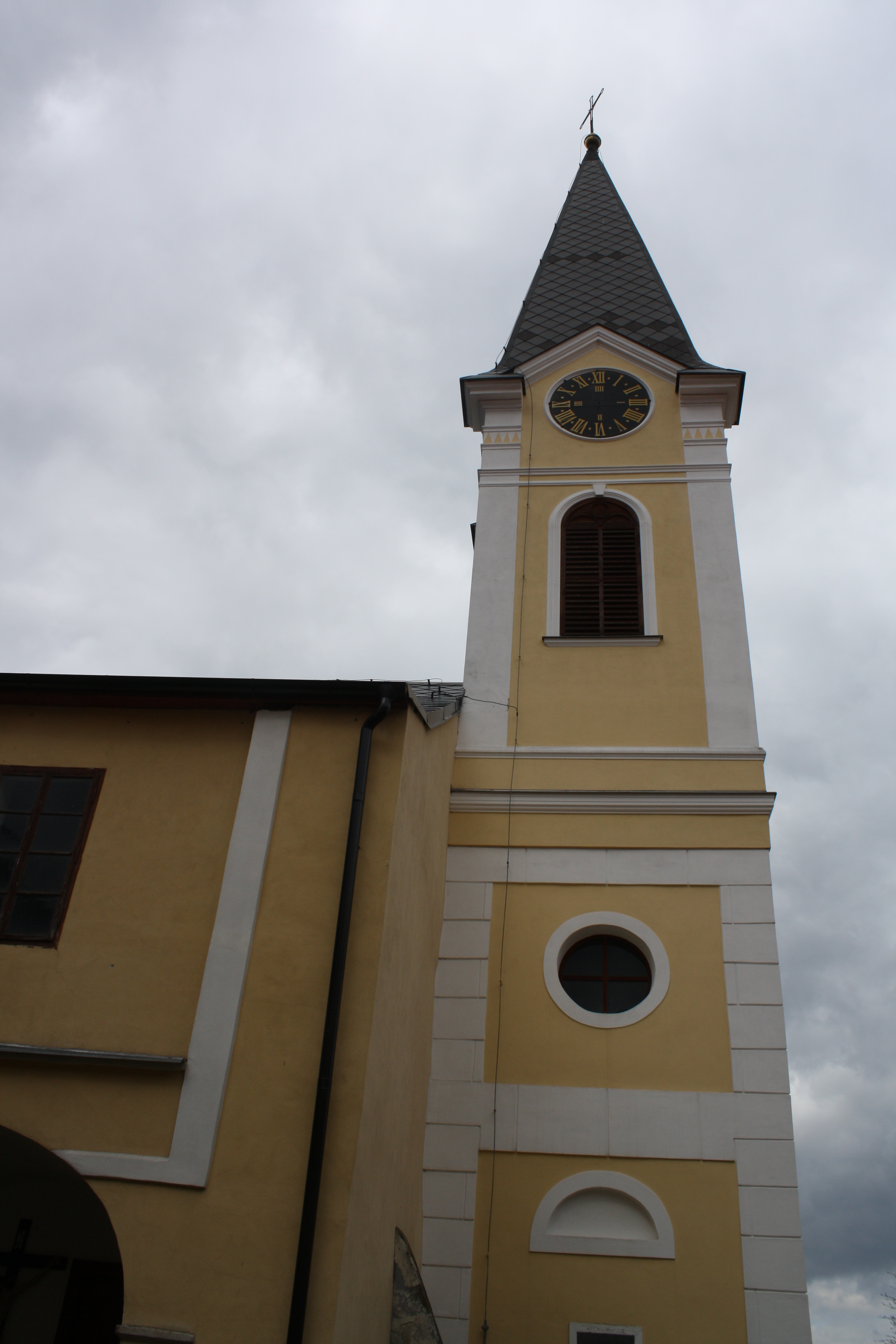
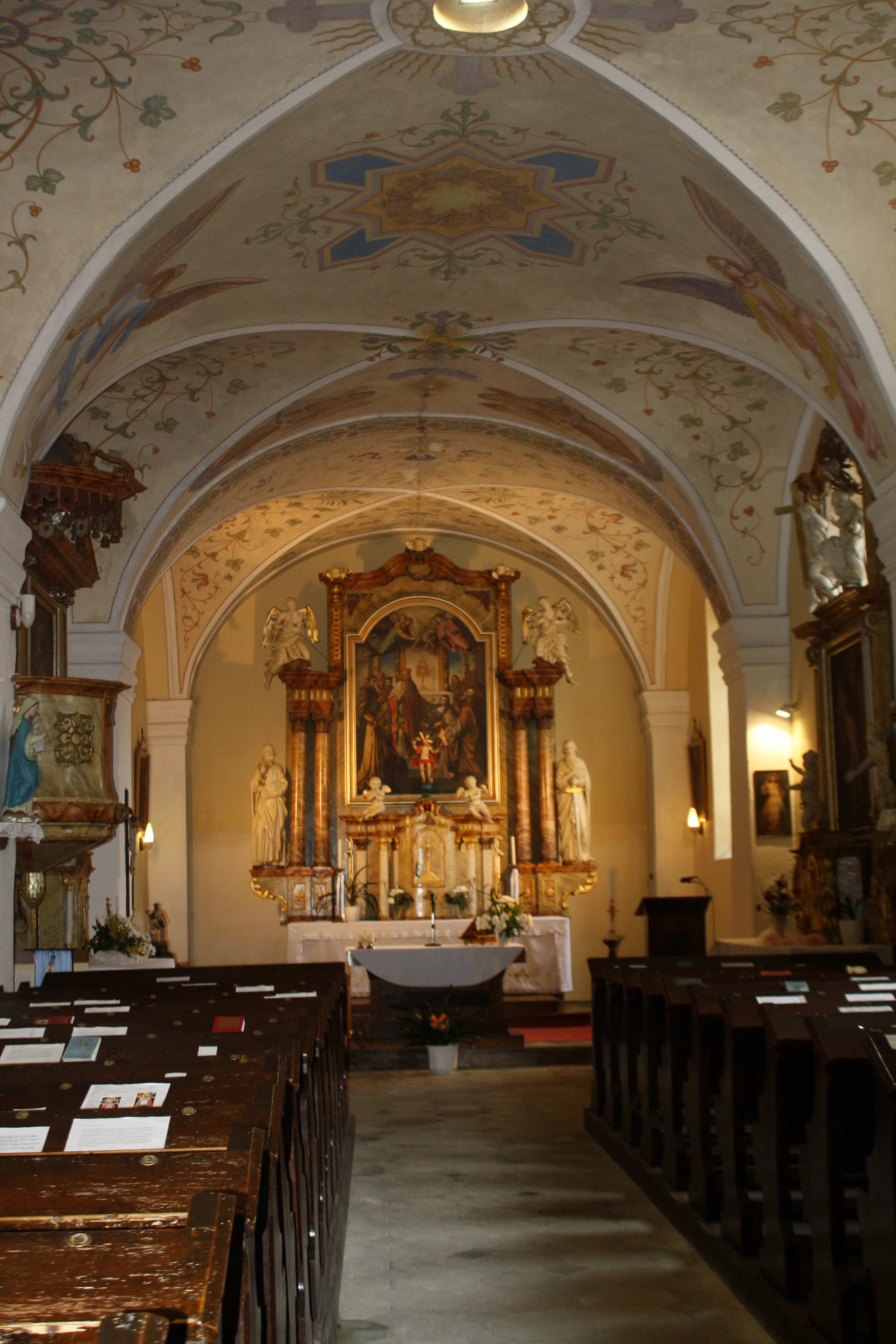
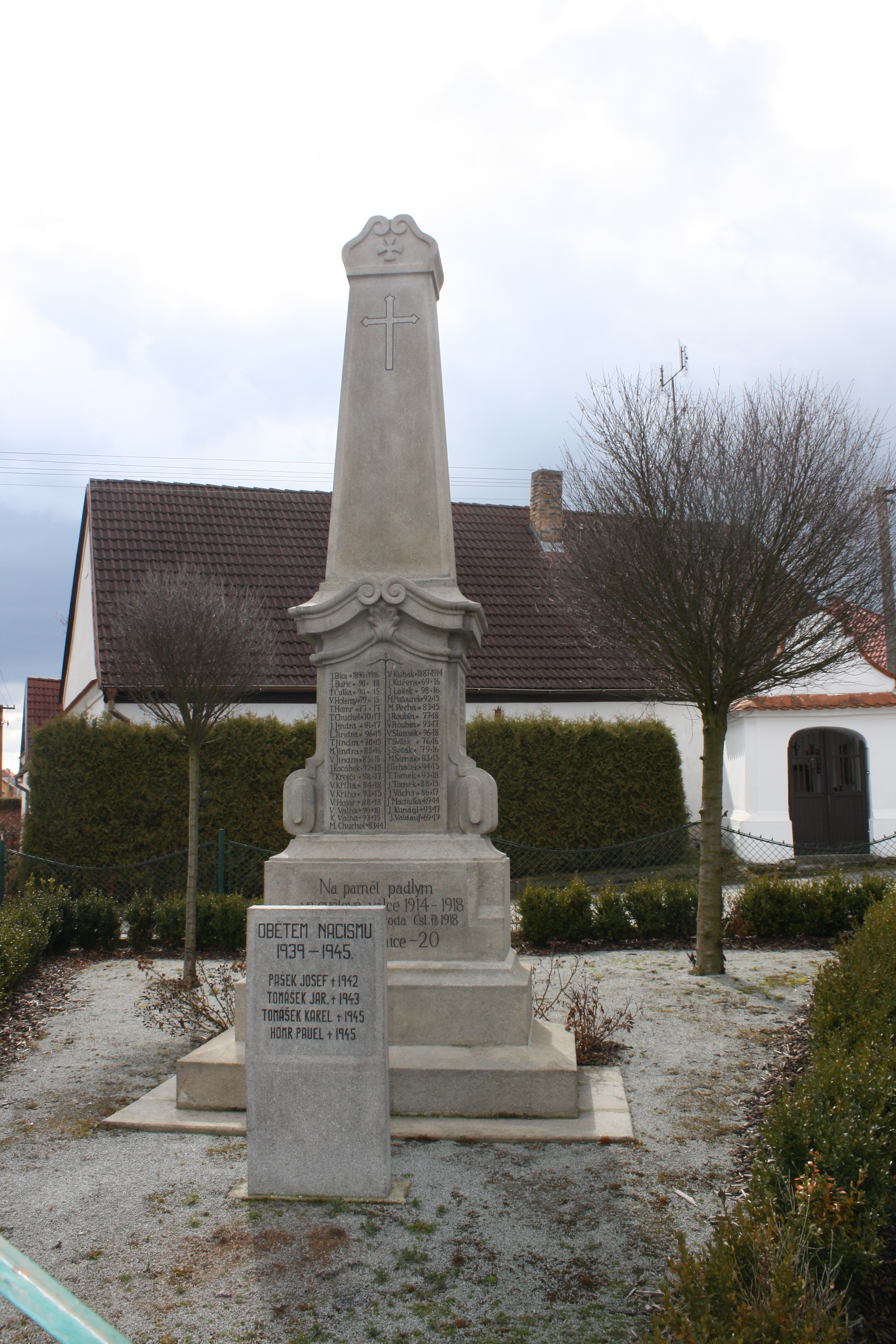

## Osobnosti
V dřívějším domě čp. 63, naproti kostelu, žil v letech 1935 až 1939 spolu se svojí družkou Marií Hokrovou podplukovník letectva in memoriam František Binder (22. října 1914 Hojná Voda – 4. března 1942 East Wretham, Norfolk, Spojené království), československý voják, příslušník Stráže obrany státu, člen Obrany národa, příslušník zahraniční československé armády ve Francii a příslušník britské RAF. Účastnil se bojů o Sudety a jako letecký střelec bombardovacích kompanií v okupované Evropě. Zemřel po boji s německým nočním stíhačem 4. března 1942 během letu k domovské základně RAF v Anglii.